# Appanahalli, Madhugiri
Appanahalli là một làng thuộc tehsil Madhugiri, huyện Tumkur, bang Karnataka, Ấn Độ.